# Esteban Domingo Solans
Esteban Domingo Solans (Barcelona, 27 de septiembre de 1943) es un bioquímico español, Miembro extranjero de la National Academy of Sciences, Estados Unidos (Washington).  y Vicepresidente de la Real Academia de Ciencias Exactas, Físicas y Naturales. Es hermano del economista Eugenio Domingo Solans.

## Biografía
En 1965 se licenció en química en la Universidad de Barcelona, donde el 1969 se doctoró en bioquímica con premio extraordinario con la tesis  "Cinética de la xantíndeshidrogenasa hepática con varios sustratos". Hizo estancias de posgrado a la Universidad de California a Irvine (1969-1973) y en la Universidad de Zúrich (1973-1976). De 1978 a 1992 fue profesor en la Universidad Autónoma de Madrid y desde entonces es profesor de Investigación en el Centro de Biología Molecular Severo Ochoa (CBMSO) y del CSIC.
Ha trabajado en virología molecular, principalmente con los virus de ARN, en los que ha hecho el primer cálculo de una tasa de mutación y ha demostrado la estructura de cuasiespecies y una propuesta de tratamiento combinado como terapia por sus infecciones.
Es uno de los científicos fundadores del Centro de Astrobiología en Torrejón de Ardoz. Ha publicado más de 260 trabajos en revistas científicas, desde 1998 es miembro de la Academia Europaea y desde 1997 de la Sociedad Europea de Virología Veterinaria. Es doctor honoris causa por la Universidad de Lieja (1999) y por la Universidad de Berna (2004). En 2011 fue elegido académico de la Real Academia de Ciencias Exactas, Físicas y Naturales, ingresando en 2013 con el discurso Implicaciones teóricas y médicas de la variabilidad vírica.

## Libros
- Virus en evolución: una aproximación a la dinámica poblacional de los virus y al origen de nuevas enfermedades víricas EUDEMA Universidad, 1994. ISBN 84-7754-191-4
- Una Perspectiva sobre la Situación Actual de la Virología con Margarita Salas Falgueras